# 盛朋子
盛 朋子（もり ともこ、1969年1月22日 - ）は、宮城テレビ放送（ミヤギテレビ）の社員で、同局の元アナウンサー。

## 略歴
青森県青森市生まれ。親が転勤族であったことから、幼少期には青森県内を転々としていた。
日本大学芸術学部を卒業後、1991年4月にミヤギテレビに入社。アナウンサー時代には日々の業務をこなしながら東北大学大学院にも通い、2007年9月に環境科学修士課程を修了している。
2011年11月からは、第1子出産を控えて産前産後休業・育児休業を取っていた。1児の母になった後、2013年4月に職場復帰した。
2019年4月からは報道制作局アナウンス部長を務めていた。
2024年2月をもってミヤギテレビの報道制作全般を管理する立場につくことになったのに伴い、同年1月いっぱいでアナウンス業務から離れた。

## 人物
日本テレビ系列で放送されていた『ズームイン!!朝!』が好きでアナウンサーへの道を選んだ。ミヤギテレビへの入社から間もなく、その『ズームイン!!朝!』を担当することになった。
また新幹線も好きで、新幹線に携わる仕事を進路のひとつとして真剣に考えていたほどであった。ミヤギテレビ公式サイト内のプロフィールページでも、「アナウンサーになっていなかったら…」という質問に対して「鉄道関係の仕事」と答えている。学生時代には新幹線で車内販売のアルバイトをしていた。

## アナウンサー時代の担当番組
- ズームイン!!朝!（日本テレビ） - 中継キャスター
- ネットワーク・7[1]
- NNNニュースダッシュ（日本テレビ）[10]
- デイリープラネット（NNN24）[10]
- ザ・ネットワーク24（NNN24）[10]
- OH!バンデス NEWS PLUS 1 - キャスター[4]
- ミヤギテレビニュースプラス1 - キャスター
- ニュースプラス1みやぎ - キャスター
- ミヤギテレビストレイトニュース[11]
- Newsリアルタイムミヤギ - キャスター、エコリポート担当[11]
- スタイルe! - 番組ナビゲーター[3]
- ミヤギnews every. - エコリポート担当、「くらしのミカタ」担当[12]、「アナトピっ！」担当[13]
- ZIP!（日本テレビ） - ローカルニュース担当[13]、天気予報担当[13]